# 缅因州约克县三百周年半美元
缅因州约克县三百周年半美元（英語：York County, Maine, Tercentenary half dollar）是美国铸币局1936年发行的50美分纪念币，旨在纪念约克县创立三百周年。硬币正面是该县原址布朗兵营，背面是县盾徽。
美国国会在1936年纪念币热潮期间授权发行的纪念币种类繁多，约克县半美元等币种只有地方纪念价值。法案1936年在国会顺利通过，无人反对，缅因州美术家沃尔特·里奇设计硬币，钱币学界对图案看法不一。
负责向公众销售硬币的委员会要求按法案授权上限生产三万枚，但费城铸币局不知何故只出产2.5万。硬币1937年售出不到1.9万枚，大半是缅因州百姓买走，余量20世纪50年代售出。如今这款纪念币视成色而定，价值在两百美元左右。

## 背景和构想
1631年，今缅因州索科附近建起防御工事，人称布朗兵营，是缅因州最早的欧洲移民定居点。1636年约克县成立，是该州第一个县，也是最偏南的县，是美国年代比较久远的行政区。
物以稀为贵，发行量很少的美国纪念币经市场追捧迅速升值，1936年出现井喷。1954年前，美国政府不直接参与纪念币销售，而是国会授权组织以面值从铸币局独家买断所有硬币，自行决定是否加价向公众销售。新币由此进入二级市场，1936年初所有早期纪念币价值都超过发行价。公众只需买下并持有纪念币就能轻松等待升值赚取利润，许多人因此开始收集硬币，并且尽量买到新发行的币种。国会1936年授权的纪念币种类之多空前绝后，至少有15款。过去取得授权买断硬币的组织这年还推动国会重新授权，其中又以1926年首发的俄勒冈小径纪念半美元最为典型。
与美国历史上发行的许多纪念币一样，约克县三百周年半美元也不具备民族或国家纪念意义，纯属地方纪念币。推动发行的钱币学家、纪念约克县成立委员会司库沃尔特·尼科尔斯等人颇具人脉，对硬币面世功不可没。授权法案通过时，纪念币投机市场正值高峰。里克·希尔2011年撰文指出，“拜国会议员充满包容的授权立法所赐，1936年连纪念城镇野餐这种小事都很有希望铸造硬币……没有文献表明地方为推动发行硬币采取贿赂手段，但效果就是这样而且没人在乎。基本上全国上下对约克县三百周年的反应和兴趣就是：‘什么玩意儿？’”钱币学作家阿利·斯拉伯认为：“国会通过法案授权的半美元纪念币很多都是纪念地方事物或地点，我不知道约克县对缅因州到底有多重要，更遗憾的是，远离当地的人实在说不出它有什么纪念价值。”安东尼·斯沃泰克与沃尔特·布林的纪念币著作声称：“除温哥华堡半美元外，这可能是最不起眼且只具地方价值的纪念币。约克县是缅因州历史最悠久、位置最靠南的县，除此以外没人知道那里有过对国家、民族意义重大的往事。

## 立法
1936年5月8日，缅因州联邦参议员小华莱士·怀特向参议院递交法案，建议授权发行约克县半美元，法案随即转银行与货币委员会审议。21日，科罗拉多州议员阿尔瓦·布兰查德·亚当斯代表委员会回报。亚当斯对20世纪30年代中期部分纪念币发售商滥用发行和溢价权的问题早有耳闻，他在同年5月11日召集听证，调查结果表明部分发售商力争在多个铸币局生产纪念币。不同铸币局出产的硬币通常有不同铸币标记，这样同款硬币就会出现不同品种，收藏爱好者为集齐套装只能分别购买，对此以前的硬币授权法案没有限制。委员会的报告建议用“标准化修正案”修改原法案，即硬币发行量下限2.5万，只能在美国铸币局局长挑选的单家铸币分局生产。
5月12日，缅因州联邦众议员西蒙·哈姆林在众议院递交相同法案，转交铸币与度量衡委员会审议后，纽约州议员安德鲁·萨默斯29日回报议会建议通过。6月15日法案送到众议院大厅，需在场议员一致同意才能审议，但纽约州议员约翰·塔伯尔反对。
6月1日，参议院法案按银行与货币委员会建议修改后直接通过，无人提出问题或异议。众议院20日接受萨默斯的动议审议参议院版本。这是国会休会前最后一天，事务特别繁忙。众议院还有住房与贫民窟清理法案在委员会受阻，俄亥俄州议员斯蒂芬·杨称众议院应集中精力处理重要法案，而不是什么半美元硬币提议。萨默斯和纽约州议员伯特兰·斯内尔要求杨撤回反对，斯内尔表示，已经有许多同类法案无人反对顺利通过，如果杨坚持反对，“我在此声明，以后会有其他很多事务遇到反对”。杨从善如流，法案顺利通过，没有议员提出问题或异议。6月29日经富兰克林·德拉诺·罗斯福总统签署，授权三万枚约克县半美元的法案生效，其中规定单次发行量不少于2.5万枚。

## 准备

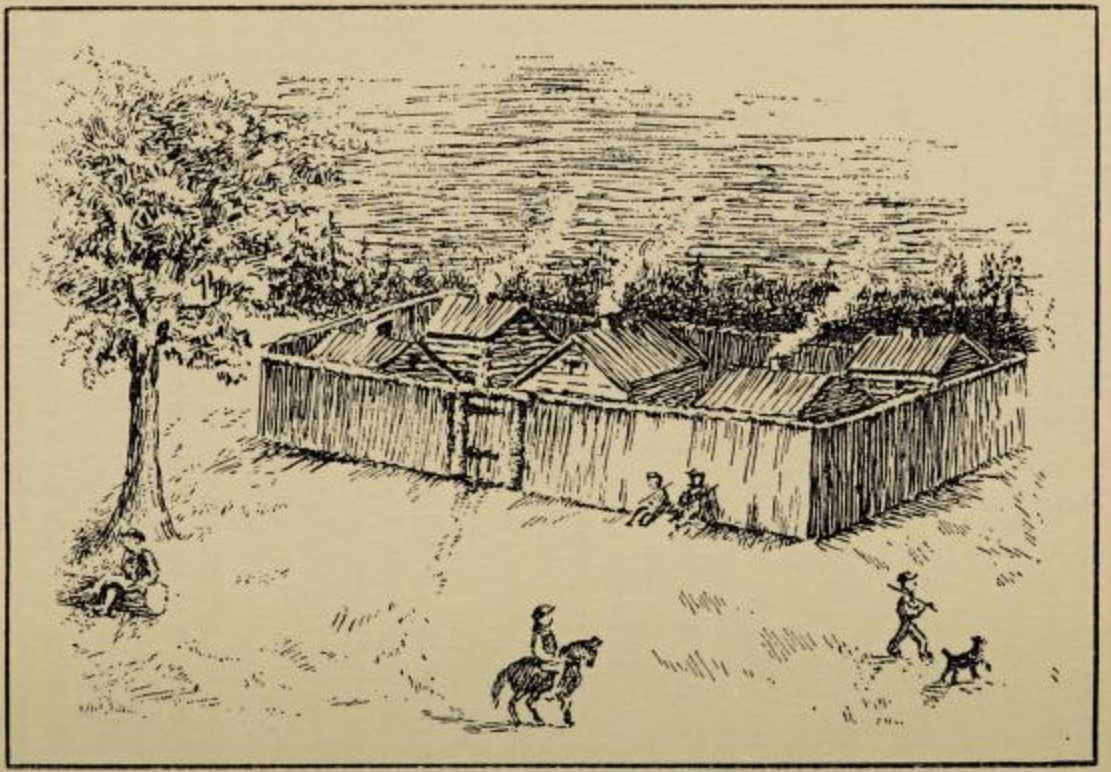
约克县半美元正面图案是根据上面的《索科业主》素描创作

约克县半美元设计准备期间的大部分信息已不可考，负责安排的约克县成立纪念委员会选中波特兰美术家沃尔特·里奇设计硬币，他根据弗兰克·迪林著作《索科业主》中的素描创作纪念币正面图案布朗兵营，背面是约克县盾徽。
根据沃伦·盖玛利尔·哈定总统1921年签署的行政命令，美国美术委员会有权对包括硬币在内的各种公共美术品提供设计建议。但钱币学作家唐·塔克西推测，1936年国会授权的纪念币实在太多，委员会应接不瑕，拿到里奇的设计后只能花极少时间关注。1936年7月24日，美术委员会书记汉斯·卡梅尔致信铸币局助理局长玛丽·玛格丽特·奥赖利，称委员会已在上周与里奇会晤，只要求微调铭文样式便批准设计。8月1日，《波士顿广告商报》称财政部长亨利·摩根索已最终批准设计。
波士顿的帕切蒂公司把设计图案刻上黄铜，这与通常采用石膏不同。纽约奖章用品公司把模型缩制成硬币大小的出币毂。据尼科尔斯记载，这是美国硬币首次采用黄铜制模，效果引来普遍好评。

## 设计
约克县半美元的设计刻在金属上，而非惯常采用的石膏，令图案浮雕异常平坦，在20世纪后半叶更加常见。正面是缅因州第一个欧洲移民定居点，主体是布朗兵营，另有索科河与兵营前的四名哨兵，其中一人骑马。约克县半美元是1900年拉法耶特银元与1925年石山纪念半美元后第一种刻有马的美国硬币。兵营后是旭日，光线上有文字“LIBERTY”（“自由”），兵营下方是格言“E PLURIBUS UNUM”（“合众为一”）。图案周围是发行国全名“UNITED·STATES·OF·AMERICA”（“美利坚合众国”）和面值“HALF·DOLLAR”（“半美元”）。
硬币背面的约克县盾徽上有十字架，约克县半美元是除1934年马里兰州三百周年半美元外唯一刻有十字架的美国硬币。盾牌左上角的松树象征缅因州，三百周年起止年份位于盾牌两侧，下方是“IN GOD WE TRUST”（“我们信仰上帝”），图案周围还有“YORK COUNTY FIRST COUNTY IN MAINE”（约克县，缅因州第一个县）环绕。下方靠近边缘的铸印花纹附有设计师姓名首字母缩写“W.H.R.”。
塔克西认为，罗斯福总统在同一天批准约克县半美元和旧金山－奥克兰海湾大桥半美元，但约克县半美元远不及后者，正面的布朗兵营图案颇显业余，“里奇只是野生动物画家，而非职业雕塑家，但繁琐背景和超大边框铭文实在难以原谅”。
钱币经销商麦克斯·梅尔1937年的纪念币著作批评约克县半美元设计不理想：“更像纪念章而非硬币，以我拙见难登大雅”。大卫·布洛瓦1938年指出，约克县半美元与温哥华堡纪念币不无相似。在他看来，硬币招来“过于平庸”的恶批或许是因为图案周围铭文太大。斯图尔特·莫舍1940年撰文称赞纪念币正面设计“美不胜收”。

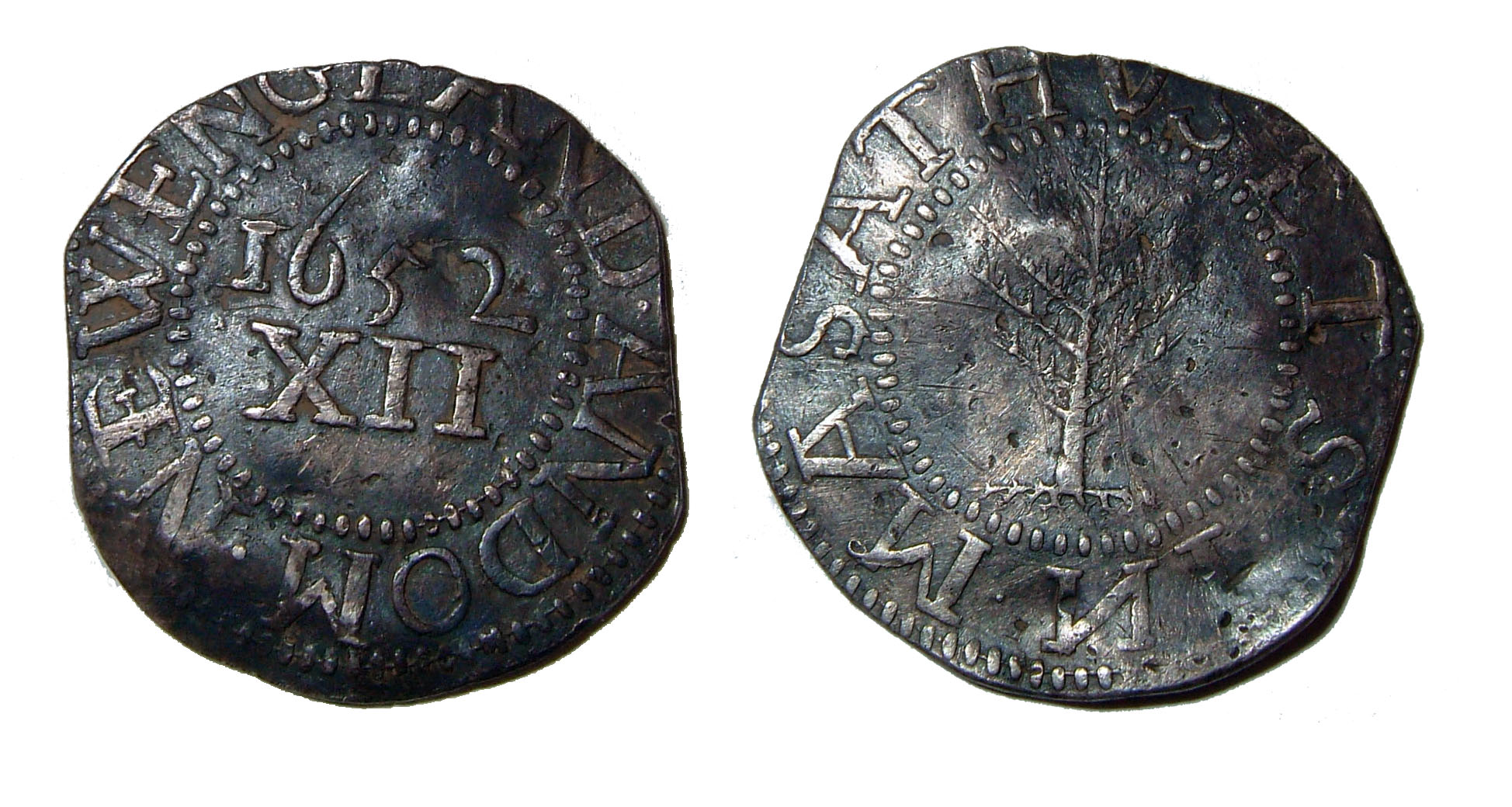
约克县半美元的轮辋很宽，让人想到十三殖民地时期的松树先令

1975年1月，《钱币学家》刊登威廉·席罕的文章为约克县半美元辩护，称缅因州地界曾长期属马萨诸塞殖民地，约克县半美元的轮辋很宽，让人想到十三殖民地时期的松树先令。在他看来，如果从旁观角度能感受到硬币的美感，那么对看出约克县半美元与英国殖民地硬币图案和谐融合的人来说，每次看到这款硬币就像看到天鹅而非丑小鸭在眼前经过。
美术史学家科尼利厄斯·弗缪尔的美国钱币和奖章主题著作对约克县半美元设计评价不佳：“没什么硬币会比这种更令人反感，宁可烧成灰烬”。在他看来，除“最狭隘的本土古玩界外任何人都会觉得（图案）无趣，建筑上填满背景的阳光实在老掉牙。如果评选缺乏想象力大奖，把传统格言放在内侧边缘肯定轻易夺魁。整体表现可谓路人到极点，与其说是设计硬币，不如当成老式白酒的挂牌”。

## 发行、销售、收藏

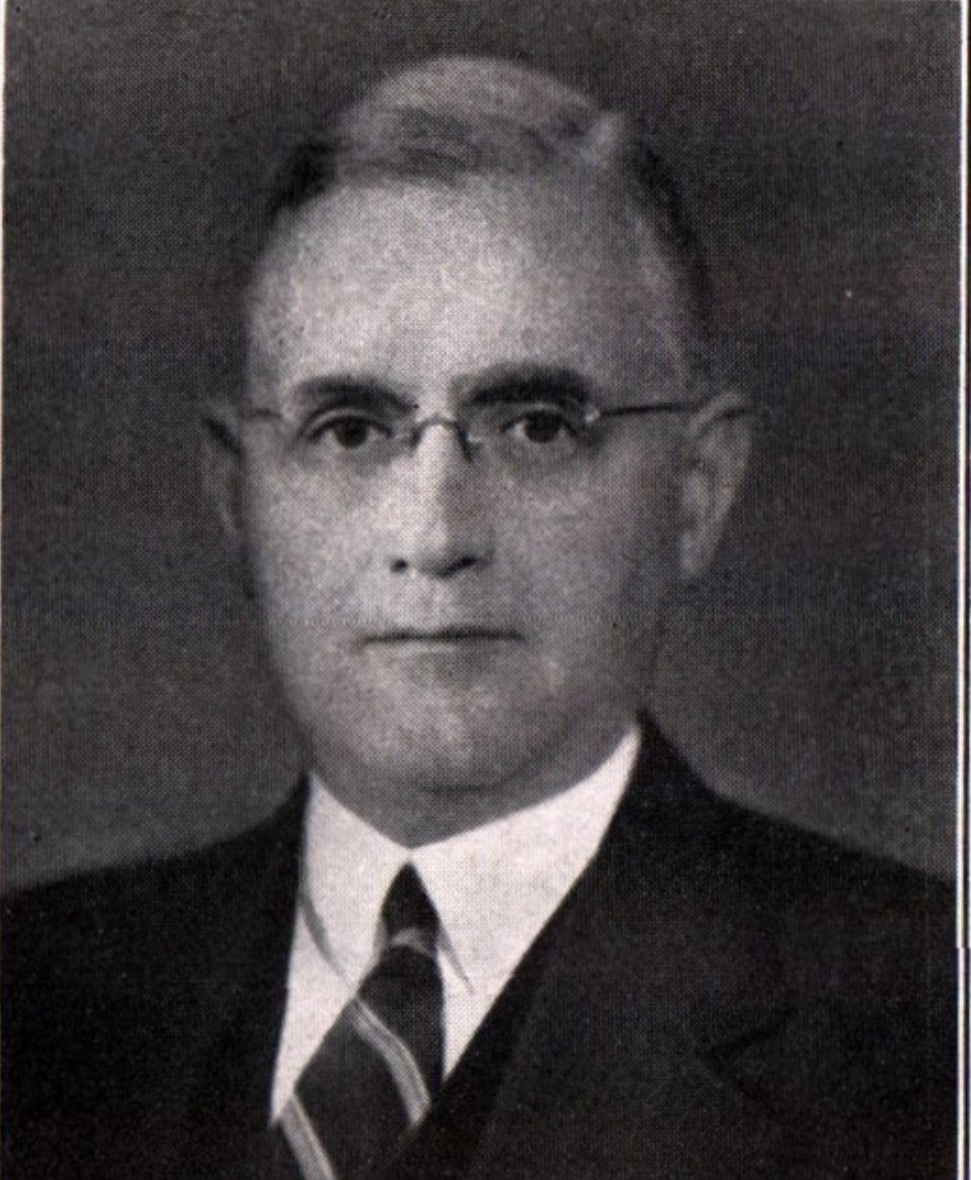
沃尔特·尼科尔斯

三百周年委员会主席乔治·温特沃斯1936年7月21日通知奥赖利，委员会计划向铸币局存入1.5万美元支付法案授权的三万枚半美元，以及铸币局铸造硬币的开支。同年八月上旬，费城铸币局共生产2.5万枚半美元，另有15枚自行保留，等待来年美国化验委员会的年度检验。1937年3月15日，怀特参议员致信铸币局局长内莉·泰洛·罗斯，称委员会误以为授权发行量只有2.5万，为继续筹资希望生产剩余五千并标上年份1937，但铸币局拒绝。
前百枚出产硬币配上“缅因州最古老的约克县”地图装入玻璃箱展示，并按硬币出产顺序在箱上标识。尼科尔斯代表约克县纪念币委员会主导硬币的公开发售，单为缅因州居民保留的就有万枚。缅因州居民热情高涨，购买数量超出预留。州内居民购买单价1.5美元，州外1.65美元（包含邮费）。委员会在1937年中期停售时还有六千多库存，一直保留到20世纪50年代再以每十枚15.5美元发售，很快便抢购一空。
除前百枚外，约克县半美元均采用折叠纸套包装，外封以黑色线条绘上布朗兵营和索科的约克国家银行。纸套最多可装五枚硬币，另有软纸附页，上书“感谢您对我们的半美元纪念币感兴趣，缅因州约克县欢迎您。约克县纪念币委员会”。1940年，成色达到未流通级的约克县半美元要价约1.25美元，1950年翻倍，1960年十美元，1985年325美元。根据理查德·约曼2020年豪华版的《美国钱币指南手册》，如今这款纪念币视成色而定，价值在160到220美元范围。2008年曾有成色特别完美的样币以7475美元成交。另据斯沃泰克2012年记载，寄给买家、最多可盛五枚约克县半美元的纸套视成色而定可值50到125美元，加上原版附页还能升至150美元。

## 脚注
1. 1 2 3 4 5 6 7  Yeoman，第1096頁.
2. 1 2  Flynn，第356頁.
3. ↑  Crowell 1923，第121頁.
4. ↑  Mint Marks.
5. ↑  Slabaugh，第120頁.
6. ↑  Bowers，第12–13頁.
7. ↑  Yeoman，第1079–1101頁.
8. ↑  1936 York 50C MS silver commemoratives.
9. ↑  Sear 2011，第29頁.
10. ↑  Slabaugh，第119–120頁.
11. 1 2  Swiatek & Breen，第269頁.
12. ↑  United States Congress 1936，第6889頁.
13. ↑  Congressional Record & 1936-05-21，第7657頁.
14. ↑  Senate hearings，第11–12頁.
15. ↑  Senate report，第1頁.
16. ↑  Congressional Record & 1936-05-12，第7139頁.
17. ↑  House report，第1頁.
18. ↑  Congressional Record & 1936-06-15，第9472頁.
19. ↑  Congressional Record & 1936-06-01，第8440頁.
20. 1 2 3  Congressional Record & 1936-06-20，第10617頁.
21. ↑  Will it Be a Coin or Medal.
22. ↑  Norfolk report.
23. ↑  Bowers，第405頁.
24. ↑  Taxay，第v–vi頁.
25. 1 2 3  Taxay，第236頁.
26. ↑  Taxay，第238頁.
27. 1 2 3  CoinSite.
28. ↑  The Numismatist，第713頁.
29. 1 2  Swiatek，第382頁.
30. ↑  Dunn 1959，第171頁.
31. ↑  Swiatek，第382–383頁.
32. 1 2  Slabaugh，第119頁.
33. ↑  Bowers，第405–406頁.
34. ↑  Bullowa，第159頁.
35. 1 2  Bowers，第406頁.
36. ↑  Sheehan，第20–21頁.
37. ↑  Vermeule，第195頁.
38. ↑  Vermeule，第195–196頁.
39. ↑  Flynn，第340頁.
40. ↑  Flynn，第199, 341頁.
41. ↑  Swiatek & Breen，第272頁.
42. ↑  Bowers，第407頁.
43. ↑  auctions.
44. ↑  Swiatek，第384頁.